# Stavovský odboj roku 1547
Stavovský odboj roku 1547 bylo povstání českých stavů proti českému králi Ferdinandu I. Habsburskému. Odboj započal v lednu 1547, když král od stavů požadoval vojenskou pomoc proti protestantům při šmalkaldské válce (1546–1547), což však bylo podle stavů v rozporu s právem.
Po vítězství habsburské strany nad šmalkaldským spolkem se strana odbojných stavů začala rozpadat, až se nakonec jak šlechta, tak města králi na přelomu června a července 1547 podřídila. Šlechta byla potrestána jen mírně, zato však síla měst byla velmi oslabena.

## Situace před vypuknutím odboje (1546)

### Počátek šmalkaldské války (1546)

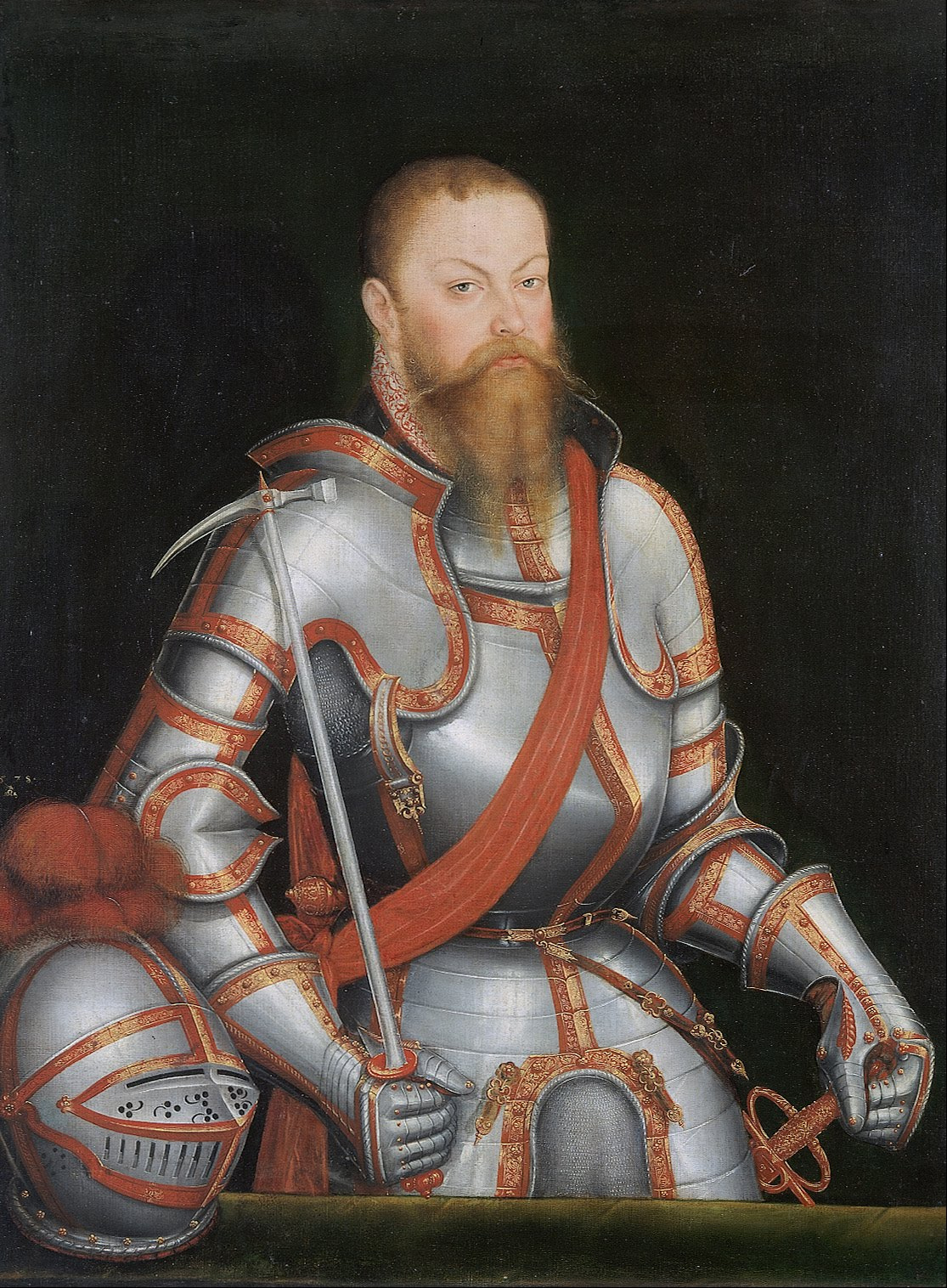
Protestant Mořic Saský, poháněn touhou po kurfiřtském titulu, se postavil na stranu císaře proti Šmalkaldským

Myšlenky reformace, kterou roku 1517 započal Martin Luther, získaly během následujících tří desetiletí množství vlivných zastánců, včetně některých říšských knížat. Napětí mezi katolíky a protestanty se neustále prohlubovalo a přeneslo se i do politické roviny. Po neúspěšném vyjednávání s katolíky roku 1530 vytvořila protestantská knížata kvůli obavě z násilné protireformační politiky Habsburků šmalkaldský spolek.
Císař Karel V. nakonec vojenské řešení náboženských rozporů skutečně zvolil. Získal také podporu svého bratra, římského a také českého krále Ferdinanda I. Habsburského, který však jen obtížně sháněl pro vojenskou akci prostředky, stavy v zemích Koruny české totiž nebyly Ferdinandovi příliš nakloněny. V předchozích dvou desetiletích své vlády totiž Ferdinand poměrně často od stavů požadoval poskytnutí peněz na vedení neúspěšné války s Turky, kterou panovník do značné míry vyprovokoval.
Napětí mezi stavy a králem byly navíc prohlubovány náboženskými rozdíly. Oproti katolickému králi se stavy hlásily k utrakvismu, Jednotě bratrské či luteránství, takže Ferdinand v českých zemích sotva mohl očekávat nadšený souhlas s tažením proti protestantům, a tak nakonec ze svých finančních nároků ustoupil a požadoval jen svolání zemské hotovosti, kterou sice nemohl použít za hranicemi země, měla však sehrát zastrašovací úlohu proti Šmalkaldským.
Přestože pozice protestantismu byly v českých zemích silné, nepřičítali protestanti v Čechách chystané válce zprvu valný význam. Ještě lhostejnější byli protestanti na Moravě. Císařská strana se navíc snažila zakrýt náboženský charakter války tím, že se jejím spojencem stal protestantský vévoda Mořic Saský. Teprve po vypuknutí šmalkaldské války roku 1546 se mezi stavy českých zemí začala šířit obava, že se válečné tažení může obrátit i proti české reformaci.

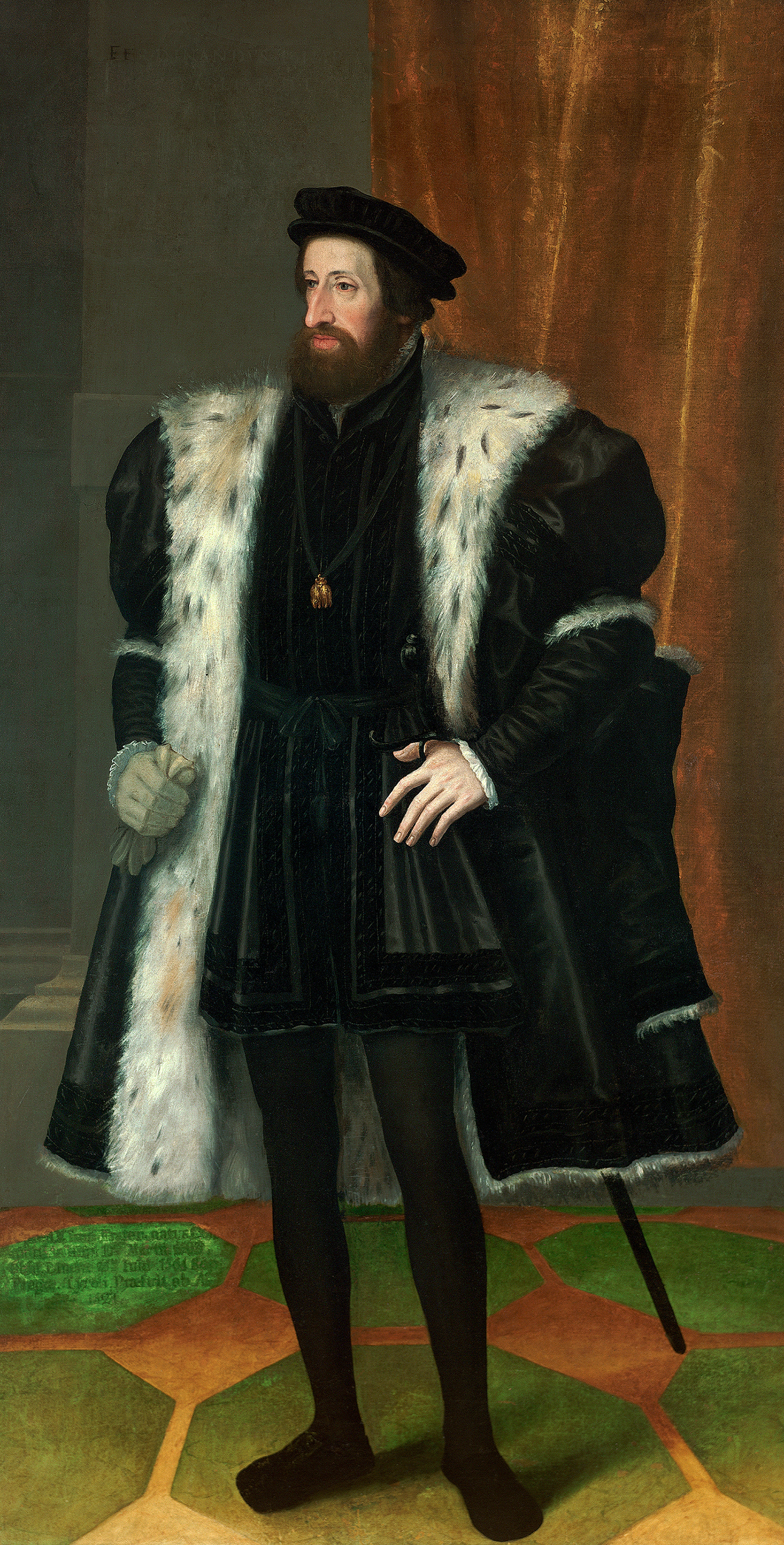
Požadavky Ferdinanda Habsburského byly pro stavy natolik nepřijatelné, že se proti němu postavily

### Tažení zemské hotovosti do Saska (říjen–listopad 1546)
Aby Ferdinand překonal neochotu stavů svolat zemskou hotovost, nechal vzniknout fámě, že Jáchymovu (významnému těžbou stříbra) hrozí napadení šmalkaldským vojskem. Stavy však tuto informaci odmítly a hotovost nesvolaly. Král však přesto vydal příkaz, aby byla svolána hotovost v Čechách a na Moravě, ačkoli rakouské země byly z příprav války zcela vyňaty. Ferdinand navíc s Mořicem Saským uzavřel dohodu o vzájemné pomoci a donutil české stavy k této smlouvě přitisknout své pečeti, aniž by znali obsah smlouvy.
Část (zejména městských) vojáků zemské hotovosti, která se mezitím velmi pomalu shromažďovala u Kadaně, navíc vypovědělo poslušnost. Ferdinand se snažil zabránit úplnému rozkladu armády a vydal příkaz k tažení do Saska, kde mělo zemské vojsko obsadit léna českého krále, která údajně uzurpoval protestantský kurfiřt Jan Bedřich I. (bratranec Mořice Saského). Král však situaci špatně odhadl, neboť mnozí vojáci vojsko po tomto rozhodnutí opustili. Rozzuřený Ferdinand donutil města, aby ve svých oddílech zjednaly pořádek, takže vojsko se skutečně přestalo rozpadat.
Nakonec demoralizované a chaotické vojsko přece jen 31. října 1546 překročilo saské hranice, vyplenilo Markneukirchen a díky výrazné přesile snadno porazilo vojsko saského kurfiřta. Král však neměl oprávnění použít zemskou hotovost k dalším akcím, vojsko bylo již 5. listopadu rozpuštěno a do Saska se vrátil Jan Bedřich. Při trestání neposlušnosti vojska byl král navíc velmi opatrný a mnozí aktéři byli při vyšetřování raději pominuti.

## Odboj českých stavů (1547)

### Stavovský odboj (leden–duben 1547)
Šmalkaldská válka však ještě nebyla u konce a v Sasku začal získávat Jan Bedřich navrch nad císařským spojencem Mořicem Saským, což vedlo Ferdinanda Habsburského k obavám, že by to mohlo posílit sebevědomí opozice v českých zemích. Vyjednávání s českými stavy o poskytnutí pomoci při dalším tažení do Saska bylo ovšem neúspěšné.

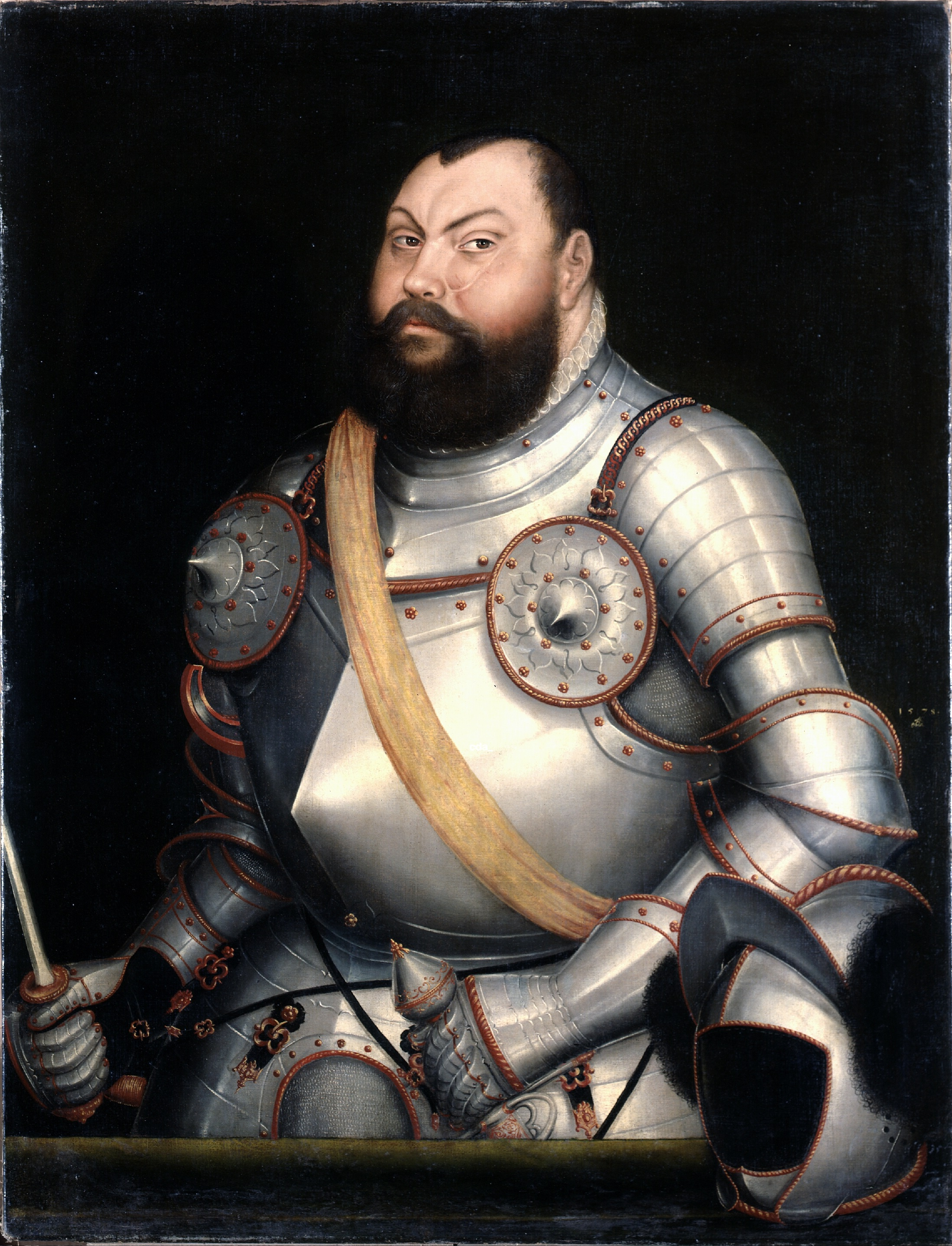
Jan Bedřich I. dal obsazením území v Dolní Lužici vyhrotil spor mezi stavy a králem, který vzápětí přerostl ve stavovský odboj

10. ledna 1547 obsadil Jan Bedřich Dobroluk (jako náhradu za nezaplacené habsburské dluhy) a pronikal dál na území Koruny české do Dolní Lužice. 12. ledna proto Ferdinand vydal mandát, kterým povolal bez projednávání se stavy zemskou hotovost do pole. To už bylo zejména na pražské měšťany příliš a požadavku se vzepřeli. Stavy ve Slezsku a na Moravě navíc odmítly vybírat daně. Král se snažil vyjednávat alespoň s českou šlechtou v Litoměřicích, ta však neústupně trvala na neplatnosti královského mandátu a požadovala sněm, který by o svolání zemské hotovosti jednal. Ferdinand se tak nakonec mohl spolehnout jen na chabou dobrovolnou pomoc jednotlivců, se kterými v polovině února vytáhl do Saska.
Mezitím se v Praze sešli měšťané, ke kterým se připojili i šlechtici. Společně vznesli na krále požadavek, aby svolal zemský sněm, a zároveň založili stavovský spolek, který měl odbojníky chránit před královými represáliemi. 18. března se sešel i přes králův zákaz v Praze zemský sněm, který se usnesl oslabit vliv zemské vlády, ve které měli vliv královi přívrženci a posílit moc stavů. Začaly se rovněž ozývat hlasy pro sesazení krále.
20. března Jan Bedřich s tichým souhlasem českých stavů obsadil Jáchymov a 24. března vpadl se svým vojskem do Čech Ferdinand Habsburský a Mořic Saský, což české stavy pochopily jako první krok k potrestání českého odboje, svolaly zemskou hotovost a požádaly moravské, slezské a lužické stavy o pomoc. Zároveň Ferdinand poslal dopis stavům, že přišel České království chránit a že Jan Bedřich již Jáchymov opustil, což však byla lež, která jen zvýšila nedůvěru stavů vůči králi. Situace se vyhrocovala i uvnitř českých stavů – rozpory mezi jednotlivými stavovskými frakcemi přibývaly a doposud neutrální stavové byli nuceni se přidat buď ke stoupencům krále nebo stavovského odboje.

### Rozklad odboje (duben–červenec 1547)

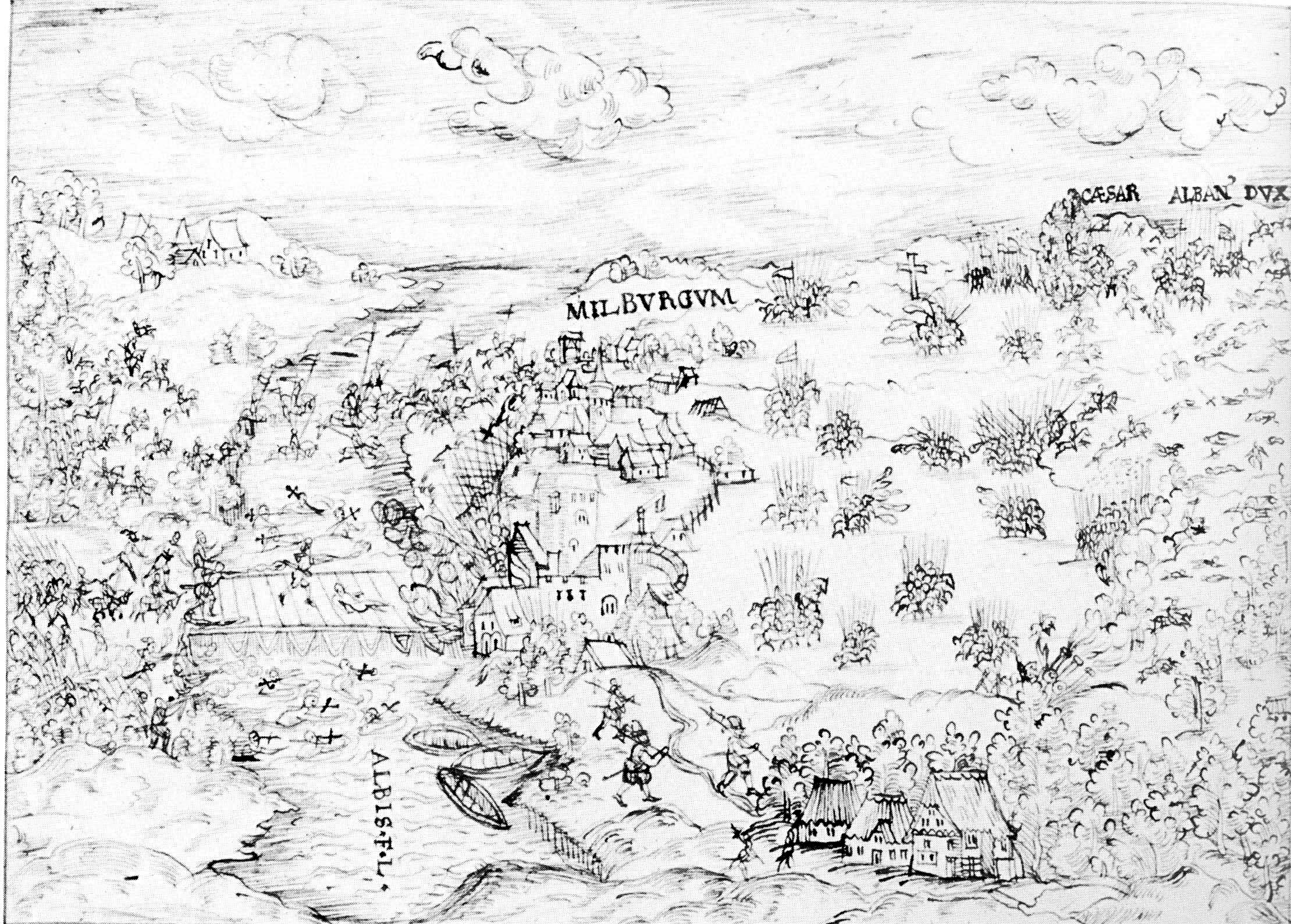
Porážka Šmalkaldských v bitvě u Mühlberka znamenal také rozvrat odboje českých stavů

Ferdinand doposud trestnou výpravu skutečně neplánoval, když se však 5. dubna jeho vojsko spojilo u Tirschenreuthu s císařským, byla jeho pozice posílena, takže již nemusel stavům ustupovat a 11. dubna dal stavům ultimátum: buď poslušnost králi, odvolání zemské hotovosti a zásobování habsburského vojska, nebo trest. Reakce stavů následujícího dne byla opatrnější než v minulosti – stavové odmítli odvolat zemskou hotovost, projevili však ochotu k ústupkům. 18. dubna se v Praze sešel králem svolaný zemský sněm. Stavovský spolek začal samostatně sněmování v Karolinu, po dvou dnech se však přidal ke sněmu na Hradě. Vliv radikálů slábl a navrch získávali příznivci kompromisu.
24. dubna 1547 byl u Mühlberka poražen císařským vojskem Jan Bedřich, čímž skončila šmalkaldská válka. Vítězství Habsburků vneslo mezi stavy zmatek a iniciativu převzali královi přívrženci. Zemské vojsko bylo rozpuštěno, stavovský výbor fakticky zanikl a do desk zemských byl vložen zákaz nepřátelské propagandy proti králi. Ferdinand však neměl dostatek prostředků, aby mohl české stavy vojensky potrestat, a tak vyhlásil generální pardon, který se nevztahoval jen na původce povstání. Stavy tak dostaly možnost rehabilitace a mnozí šlechtici se předháněli v projevech loajality vůči králi.
Poslední výspou odboje nakonec zůstala pražská města. Ferdinandovo vojsko nakonec 1. července 1547 obsadilo Pražský hrad a Malou Stranu, avšak díky šarvátkám s Pražany se triumfálního návratu král nedočkal. 2. července byly nakonec boje zastaveny a 8. července pražští konšelé předstoupili před krále.

## Potrestání a důsledky odboje

### Tresty
Ferdinand se rozhodl vést s původci povstání soudní proces. 8. července 1547 se konalo soudní přelíčení s pražskými konšely, na které byla uvalena největší vina za povstání. Pražané se neodvážili hájit a poddali se na milost a nemilost panovníkovi, který rozhodl, že musí zrušit své závazky ke stavovskému spolku, odevzdat písemnosti stavovského výboru a postoupit králi městská i cechovní privilegia, stejně jako zásoby zbraní. Také některá královská města o několik dní později ztratila svá privilegia.
20. července byli obžalováni stavové, z nichž někteří uprchli ze země, čímž se odsoudili k trestu smrti, ostatní ztratili velkou část svého majetku. Dva šlechtici, Václav Pětipeský z Krásného Dvora a Václav z Jelení byli popraveni společně s pražským purkmistrem, měšťanem Jakubem Fikarem z Vratu a jistým Bernardem z Burchausu. Tím však účtování se šlechtou skončilo. Nikoli však s městy, nad kterými byla zřízena královská kontrola, byla značně omezena samostatnost jejich politiky a velké pokuty i konfiskace se pro ně stala obrovskou zátěží. Porážka odboje měla také za důsledek zavedení cenzury a tresty byla obzvláště stižena Jednota bratrská, jejíž členové hromadně odcházeli z Čech (na Moravu se protibratrská opatření nevztahovala).

### Důsledky
Nevyváženost trestů vedla k ústupu měst, takže hlavní slovo ve stavech získala šlechta. Odboj zároveň vyvedl české politické myšlení z provincionalismu, takže stavové začali více přemýšlet o zahraničních souvislostech. Odboj navíc donutil Ferdinanda prosazovat centralismus a integraci rakouské monarchie mírnější formou.